# Zuidelijke roodvleugelmiersluiper
De zuidelijke roodvleugelmiersluiper (Herpsilochmus rufimarginatus) is een zangvogel uit de familie Thamnophilidae (miervogels). 

## Verspreidingsgebied
De zuidelijke roodvleugelmiersluiper komt voor in het oosten en zuidoosten van Brazilië, het oosten van Paraguay en het noordoosten van Argentinië.

## Status
De grootte van de populatie is niet gekwantificeerd maar de soort wordt omschreven als algemeen. Op de Rode lijst van de IUCN heeft deze soort de status niet bedreigd.